# Spergularia fauriei
Spergularia fauriei är en nejlikväxtart som först beskrevs av Takenoshin Nakai, och fick sitt nu gällande namn av Takenoshin Nakai. Spergularia fauriei ingår i släktet rödnarvar, och familjen nejlikväxter. Inga underarter finns listade i Catalogue of Life.